# 貝雷濟夫斯凱 (阿爾切夫斯克區)
48°40′24″N 38°36′10″E / 48.67333°N 38.60278°E
贝雷濟夫斯凯（烏克蘭語：Березівське）是位於烏克蘭東部的村莊，由盧甘斯克州阿爾切夫斯克區的卡迪伊夫卡市镇負責管轄。該村始建於1760年，面積3.24平方公里，海拔高度105米，2001年人口963，人口密度每平方公里297.1人。